# 小眼新左鲆
小眼新左鲆（学名：Neolaeops microphthalmus）为輻鰭魚綱鰈形目鰈亞目鲆科新左鲆属的鱼类，俗名小眼新枪鲽、小眼羊舌鲽。分布于西南达南非纳塔尔、北达日本南部以及台湾西南等，属于暖水性底层海鱼，體長可達21公分，沙泥底質底層水域。该物种的模式产地在纳塔尔。